# Сидорський Сергій Сергійович
Сергі́й Сергі́йович Сидо́рський (біл. Сярге́й Сярге́евіч Сідо́рскі, рос. Сергей Сергеевич Сидорский; * 13 березня 1954, Гомель) — прем'єр-міністр Білорусі. З 10 липня 2003 року виконував обов'язки прем'єра замість знятого з посади Геннадія Новицького, 19 грудня 2003 року офіційно призначений на посаду прем'єра. 28 грудня 2010 — склав повноваження.

## Біографія
1976 року закінчив електротехнічний факультет Білоруського інституту інженерів залізничного транспорту. Доктор технічних наук, спеціаліст у галузі вакуумно-плазматичних технологій. Заслужений працівник промисловості Республіки Білорусь, автор понад 40 наукових праць та монографій. Академік Міжнародної інженерної академії. 
Робочий шлях розпочав як електромонтер. У 1976—1992 роках пройшов шлях від майстра складального цеху до директора Гомельського заводу радіотехнологічного обладнання. У 1992—1998 роках був генеральним директором науково-виробничого об'єднання «Ратон». З 1998 по 2001 займав посаду заступника голови, а згодом першого заступника голови Гомельського обласного виконавчого комітету. У 2001—2002 був заступником, а згодом (2002—2003) — першим заступником прем'єр-міністра Білорусі. 2003 року Сидорського було призначено на посаду прем'єр-міністра Республіки Білорусь. 
8 квітня 2006 Рада міністрів на чолі з Сидорським, відповідно до статті 106 Конституції Білорусі, склала повноваження перед переобраним президентом країни. 12 квітня Олександр Лукашенко вніс до Палати представників Національних зборів пропозицію щодо призначення Сидорського прем'єр-міністром, 17 квітня його кандидатуру було затверджено у парламенті Білорусі. 
Знає німецьку мову. Одружений, має двох дочок.

## Нагороди
- Відзнака «Іменна вогнепальна зброя» (Україна, 2 квітня 2009) — за значний особистий внесок у розвиток українсько-білоруських відносин[1]